# Francisco Tomás Morales
Francisco Tomás Morales (Agüimes Carrizal, 20 de dezembro de 1781 ou 1783 — Las Palmas, 5 de outubro de 1845) foi um militar espanhol e o último desse país a exercer o cargo de capitão-general da Venezuela, alcançado a patente máxima do Exército, a de marechal, durante a guerra da independência venezuelana.

## Batalhas e campanhas
| Local                        | Anos      | Evento                                                       |
| ---------------------------- | --------- | ------------------------------------------------------------ |
| Capitania-Geral da Venezuela | 1813-1814 | Campanhas sob José Tomás Boves                               |
| Capitania-Geral da Venezuela | 1815      | 1ª Campanha da Isla Margarita                                |
| Vice-Reino de Nova Granada   | 1815      | Cerco de Cartagena (1815)                                    |
| Capitania-Geral da Venezuela | 1816      | Destruição da 1ª Expedição Haitiana de Los Cayos em Carúpano |
| Capitania-Geral da Venezuela | 1817-1820 | Campanhas sob Pablo Morillo                                  |
| Capitania-Geral da Venezuela | 1821-1822 | Campanhas sob Miguel de la Torre                             |
| Capitania-Geral da Venezuela | 1822-1823 | Campanha Ocidental (Maracaibo)                               |